# دان مارتین (ورزشکار)
دان مارتین (انگلیسی: Don Martin؛ زادهٔ ۸ فوریهٔ ۱۹۴۰) بازیکن هاکی روی چمن اهل استرالیا است.